# 西藏国民大会党
西藏国民大会是2013年2月13日成立的一个藏人政党，主张西藏独立。该党的立场比支持温和独立的西藏全国民主党（海外藏人中的主要政党）更为激进，在2016年的选举中支持前政治犯拉克坚参选西藏司政（达兰萨拉西藏政府总理），其是唯一一位支持西藏完全独立而不仅仅是更大自治的候选人。党的领导人将拉克坚描述为支持独立思想的藏人的政治选择。该党在藏人行政中央的议会中没有代表。